# Medaglia per la difesa del Caucaso
La medaglia per la difesa del Caucaso è stata un premio statale dell'Unione Sovietica.

## Storia
La medaglia venne istituita il 1º maggio 1944.

## Assegnazione
La medaglia veniva assegnata ai partecipanti alla difesa del Caucaso.

## Insegne
- La medaglia era di ottone. Il dritto raffigurava l'immagine in rilievo del Monte Elbrus, ai suoi piedi, torri di petrolio e un gruppo di tre carri armati in movimento verso sinistra, sopra le montagne, tre aerei in volo verso sinistra. Vi era una banda di tre millimetri coperta con immagini in rilievo di grappoli d'uva e fiori, in cima, vi era una stella a cinque punte, nella parte inferiore, un cartiglio con la scritta in rilievo "URSS" (Russo: «СССР»), diviso in due dall'immagine della falce e martello. Sul retro nella parte superiore, l'immagine in rilievo della falce e martello, sotto l'immagine, la scritta su rilievo tre righe "PER LA MADREPATRIA SOVIETICA" (Russo: «ЗА НАШУ СОВЕТСКУЮ РОДИНУ»).
- Il nastro era bianco con bordi blu. All'interno vi erano due strisce bianche con bordi rossi e blu.